# Staňkova Lhota
Staňkova Lhota je malá vesnice, část města Sobotka v okrese Jičín. Nachází se asi 1 km na východ od Sobotky. Prochází zde silnice I/16. V roce 2014 zde bylo evidováno 37 adres. V roce 2001 zde trvale žilo 79 obyvatel.
Nad obcí na křižovatce silnic k Jičínu a k Libáni se nachází Socha svaté Barbory. Uprostřed obce při silnici do Sobotky se nalézá pískovcový krucifix.
Staňkova Lhota je také název katastrálního území o rozloze 1,6 km2.